# Дніпропетровський академічний обласний український молодіжний театр
Дніпропетро́вський академічний обласни́й украї́нський молоді́жний теа́тр — дитячий та молодіжний театр у місті Дніпрі, розташований в приміщенні на вулиці Володимира Мономаха, № 23. Створений у 1997 році рішенням обласного управління культури шляхом злиття Дніпропетровського обласного театру ляльок і Дніпропетровського театру юного глядача. Директор-художній керівник — Віталій Денисенко.
З 1998 року театр очолював Володимир Мазур. Станом на 2008 рік у театрі діяли дві акторські трупи:
- лялькова (Евеліна Єфремова-Кононенко, Лілія Цвєткова, Ольга Кузьміна);
- драматична (Оксана Войтюк, Володимир та Віра Макогонови, Анатолій Дудка, Любов Аполеніс, Олександра Галицька).

## Репертуар
- «Філумена Мартурано» Едуардо де Філіппо;
- «Кіт у чоботях» за Шарлем Перро;
- «Соловей» за Гансом Крістіаном Андерсеном;
- «Собор» за Олесем Гончаром;
- «Мойсей» за Іваном Франком;
- «Червона Шапочка» Євгена Шварца;
- «Овечка» Надії Птушкіної;
- «№ 13» Рея Куні.